# Bionectria aureofulvella
Bionectria aureofulvella är en svampart som beskrevs av Schroers & Samuels 2001. Bionectria aureofulvella ingår i släktet Bionectria och familjen Bionectriaceae.   Inga underarter finns listade i Catalogue of Life.